# Тайво, Джереми
Джереми Тайво (англ. Jeremy Taiwo; род. 15 января 1990, Сиэтл, Вашингтон) — американский легкоатлет, специалист по многоборьям. Выступает за сборную США по лёгкой атлетике с 2013 года, двукратный победитель национального чемпионата в семиборье, участник летних Олимпийских игр в Рио-де-Жанейро.

## Биография
Джереми Тайво родился 15 января 1990 года в Сиэтле, штат Вашингтон. Сын известного нигерийского легкоатлета Джозефа Тайво, успешно выступавшего в тройных прыжках в 1980-х годах.
Занимался лёгкой атлетикой во время учёбы Ньюпортской старшей школе в Белвью и затем в Вашингтонском университете — состоял в местной легкоатлетической команде «Вашингтон Хаскис», неоднократно принимал участие в различных студенческих соревнованиях.
Впервые заявил о себе на международном уровне в сезоне 2013 года, когда стал бронзовым призёром на чемпионате США в Де-Мойне, вошёл в состав американской национальной сборной и побывал на чемпионате мира в Москве, где, однако, без результата досрочно завершил выступление.
В 2015 году одержал победу в семиборье на зимнем чемпионате США в Бостоне, тогда как на летнем чемпионате США в Юджине получил серебро, уступив только титулованному Трею Харди. На последовавшем чемпионате мира в Пекине остался без результата, не вышел на старт этапа прыжков с шестом.
В 2016 году занял четвёртое место на международных соревнованиях Hypo-Meeting в Австрии. Позже на национальном олимпийском отборочном турнире в Юджине с личным рекордом в 8425 очков был вторым в десятиборье — тем самым удостоился права защищать честь страны на летних Олимпийских играх в Рио-де-Жанейро. Набрал в сумме всех дисциплин десятиборья 8300 очков, расположившись в итоговом протоколе соревнований на 11-й строке.
После Олимпиады в Рио Тайво остался действующим спортсменом и продолжил принимать участие в различных легкоатлетических стартах. Так, в 2018 году он одержал победу в семиборье на зимнем чемпионате США в Альбукерке.